# Агудзера
Агудзе́ра (абх. Агудзера, груз. აგუძერა) — посёлок городского типа в Абхазии, на территории частично признанной Республики Абхазия, согласно административному делению Грузии — на территории Абхазской Автономной Республики, расположенный в 12 км к югу от Сухума, на берегу Чёрного моря. Входит в состав посёлка городского типа и райцентра Гулрыпш (в северной её части).
Название посёлка происходит от искажённого определения Абгыдзара (абх. Абгыӡырра) — «кизиловая роща».

## История
В начале XX века в местности Абгыдзара расположилось имение лесопромышленника из Костромской губернии Николая Смецкого, а в его центре был построен санаторий, названный «Агудзера», где отдыхала столичная богема. В 1970-е годы в Агудзере был построен Дом творчества «Литературной газеты», где отдыхали и работали многие советские поэты, писатели, художники и актёры: Зураб Церетели, Константин Симонов, Римма Казакова, Лариса Васильева, Сергей Залыгин, Белла Ахмадулина, Евгений Евтушенко и многие другие. Здесь находились дачи Нодара Думбадзе, Константина Симонова, Георгия Гулиа, Ивана Тарба, Евгения Евтушенко.
В посёлке находился Сухумский физико-технический институт, основанный в 1950 году на базе двух секретных объектов, именуемых «объект А» (санаторий «Синоп» на базе бывшего имения великого князя Александра Михайловича) и «объект Г» (санаторий «Агудзеры» на базе бывшего имения Смецкого), на которых с 1945 по 1955 год работали немецкие физики в рамках проекта создания атомного оружия в СССР. Место было выбрано по личному приказу Лаврентия Берии, который родился недалеко от этих мест. На секретных объектах работали немецкие физики: барон Манфред фон Арденне, нобелевский лауреат Густав Герц; советник Гитлера по науке Петер Тиссен, Др. Николаус Риль, Др. Макс Штеенбек, Карл Циммер, проф. Роберт Доппель, проф. Хайнц Позе и др. Многие из них получили высокие награды от Правительства Советского Союза за свою работу в Абхазии. В настоящее время на базе бывшего института образовано одноимённое государственное научно-производственное объединение.

## Туризм
С пляжей Агудзеры открывается панорама обширной Сухумской бухты и города Сухума.